# Barcillonnette
Barcillonnette é uma comuna francesa na região administrativa da Provença-Alpes-Costa Azul, no departamento de Altos-Alpes. Estende-se por uma área de 19,51 km². Em 2010 a comuna tinha 137 habitantes (densidade: 7 hab./km²).